# Sistema respiratório dos insetos
O sistema respiratório nos insetos é o sistema biológico com o qual introduzem os gases respiratórios no interior para realizar trocas gasosas.
O ar entra no sistema respiratório dos insetos através de uma série de aberturas externas denominadas espiráculos. Esses orifícios levam ao sistema respiratório interno, uma rede de canais por onde o ar percorre: as traqueias.  Estes canais formam um sistema altamente ramificado, estando os mais finos, as traquíolas, em contacto direto com os tecidos.
É responsável por fornecer o oxigénio (O2) necessário para sustentar todas as células do corpo e por remover o dióxido de carbono (CO2) que é produzido como um produto residual na respiração celular. O sistema respiratório dos insetos (e muitos outros artrópodes) é separado do sistema circulatório.

## Estrutura do espiráculo

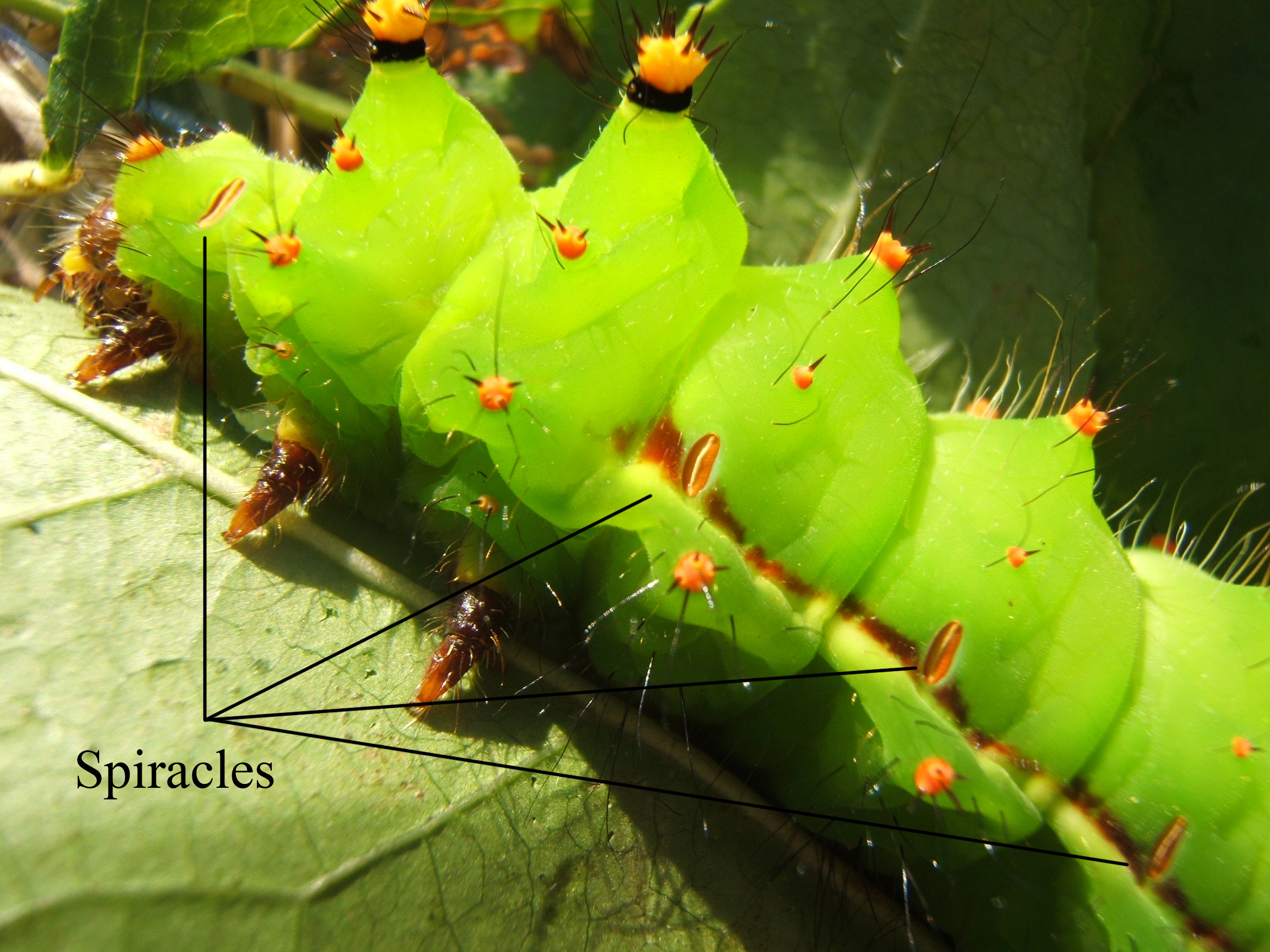
Mariposa da espécie Actias selene com alguns dos seus espiráculos identificados.

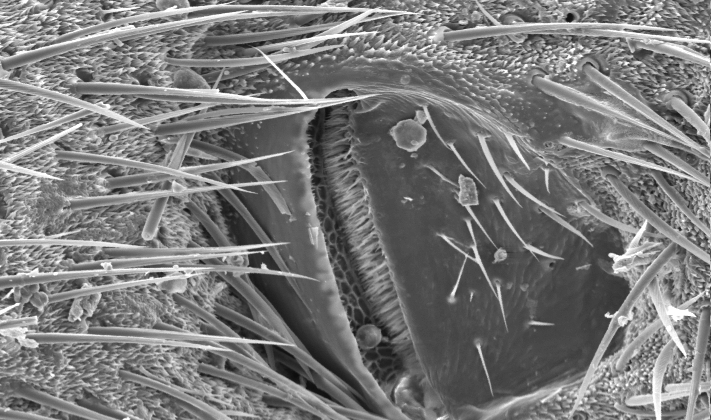
Micrografia eletrónica de um espiráculo de grilo.

Os insetos possuem espiráculos diretamente na superfície do seu exoesqueleto, ao longo do tórax e do abdómen para permitir que o ar entre na traqueia. Esses tubos traqueais têm a função principal de fornecer oxigénio diretamente aos tecidos. Os espiráculos podem ser abertos e fechados de maneira eficiente para reduzir a perda de água. Isso é feito através da contração dos músculos ao redor do espiráculo. Para as válvulas abrirem, esses músculo relaxam. O músculo mais próximo é controlado pelo sistema nervoso central, mas também pode reagir a certos estímulos químicos. Vários insetos aquáticos têm mecanismos de fechamento semelhantes ou alternativos para evitar que a água entre na traqueia. Os espiráculos também podem ser rodeados por fios de cabelo para minimizar o movimento do ar em torno da abertura e, assim, minimizar a perda de água.
Na maioria dos insetos, os espiráculos estão localizados lateralmente ao longo do tórax e do abdómen - tendencialmente um par de espiráculos por segmento do corpo. O fluxo de ar é regulado por pequenos músculos que operam uma ou duas válvulas dentro de cada espiráculo - contraindo-se para as fechar ou relaxando para as abrir.

## Estrutura da traqueia
Após passar pelo espiráculo, o ar entra no canal traqueal, eventualmente dispersando-se por uma rede complexa de tubos traqueais que se subdividem em tubos de diâmetro progressivamente menor que cobrem todas as partes do corpo. No final de cada ramo traqueal, uma célula especial fornece um fluído fino e úmido essencial para a troca de gases. Nas traquíolas, o oxigénio é dissolvido num fluído especial, o que permite a sua difusão através da membrana celular para poder chegar ao citoplasma de uma célula adjacente. Ao mesmo tempo, o dióxido de carbono, produzido como um produto residual da respiração celular, difunde-se para o exterior da célula e, eventualmente, para fora do corpo através dos espiráculos.
Cada tubo traqueal transforma-se numa invaginação do ectoderma durante o desenvolvimento embrionário. Para evitar seu colapso sob pressão, um "fio" de cutícula resistente (tenídio) enrola-se em espiral através da parede membranosa. Este "fio" auxiliar fornece às traqueias flexibilidade suficiente para não desenvolverem dobras que possam restringir o fluxo de ar.
A ausência de tenídios em certas partes do sistema traqueal permite a formação de sacos de ar contraíveis, estruturas semelhantes a balões que desempenham a função de armazenar ar. Esta reserva de ar permite que o inseto conserve água em ambientes terrestres secos,  fechando seus espiráculos durante períodos de alta intensidade transpiratória. Insetos aquáticos consomem o ar armazenado enquanto estão submersos em água ou usam-no para regular a flutuabilidade. Durante uma ecdise (ou muda), os sacos de ar enchem-se e aumentam de tamanho à medida que o inseto se separa do antigo exoesqueleto e desenvolve um novo. Entre mudas, os sacos de ar fornecem espaço para um novo crescimento - diminuindo de volume à medida que são comprimidos pela expansão dos órgãos internos.
Os insetos mais pequenos são bastante dependentes da difusão passiva e da atividade física para poderem transportar os gases dentro do sistema traqueal. No entanto, os insetos maiores podem necessitar de ventilação mais intensa no sistema traqueal (especialmente quando realizam atividade física ou estão sob temperaturas extremas). Eles conseguem fazer isso ao abrir alguns dos seus espiráculos e fechando outros enquanto usam os músculos abdominais para expandir e contrair alternadamente o volume do seu corpo. Embora esses movimentos pulsantes sejam capazes de movimentar o ar de uma extremidade do corpo à outra através dos tubos traqueais, a difusão permanece importante para distribuir oxigénio às células individuais através das traquíolas. Na verdade, a taxa de difusão de gás é considerada um dos principais fatores restritivos (em conjunto com o peso do exoesqueleto) que limita o tamanho dos insetos. Períodos da história antiga da Terra, no entanto, como o Carbonífero, apresentavam níveis de oxigénio muito mais altos (até 35%) que permitiam a evolução de insetos maiores, como a meganeura e alguns aracnídeos.

## Modelos teóricos
Antigamente, acreditava-se que os insetos trocavam gases com o meio ambiente continuamente através de difusão simples dos gases no sistema traqueal. Mais recentemente, uma grande variação nos padrões respiratórios dos insetos foi documentada, sugerindo que a respiração dos insetos é altamente variável. Alguns pequenos insetos demonstram respiração contínua e podem perder o controlo muscular dos espiráculos. Outros, no entanto, utilizam contração muscular do abdómen em conjunto com a contração e relaxamento do espiráculo coordenadamente para gerar padrões cíclicos de hematose e reduzir a perda de água na atmosfera. A forma mais extrema desses padrões é denominado trocas gasosas discontinuas. Modelagem recente descreveu o mecanismo de transporte de ar nas trocas gasosas cíclicas computacionalmente e analiticamente.